# Старое Синдрово
Старое Синдрово (мокш. Сире Сендру, Сивинь търва, Сире веле) — село, центр сельской администрации в Краснослободском районе. Население 1 324 чел. (2001), в основном мордва-мокша.

## История и география
Расположено на р. Сивинь при впадении в неё притока Модаевка, в 32 км от районного центра, 6 км от автодороги Саранск — Краснослободск и 84 км от железнодорожной станции Ковылкино. Название-гидроним: от Сивинь и търва «берег Сивини». Первое упоминание о Старом Синдрове относится к 1659 г. В 18 в. здесь был построен винокуренный завод (Сивинский завод, Авгурский завод), открыта Никольская церковь. В годы Гражданской войны 1773—1775 гг. жители села в составе отряда С. Мартынова сражались против правительственных войск на стороне Е. И. Пугачёва. В 1843 г. из Старого Синдрова выделилось Новое Синдрово. В «Списке населённых мест Пензенской губернии» (1869) Старое Синдрово — село казённое из 186 дворов Краснослободского уезда. По подворной переписи 1913 г., в селе было 373 двора (2 565 чел.); церковь, земская школа, медпункт, ветпункт, хлебозапасный магазин, 2 пожарные машины, водяная мельница, 5 маслобоек и просодранок, шерсточесалка, валяльный завод, 3 кузницы, 2 пекарни, 6 лавок, 2 кирпичных сарая.
В 1918 г. был организован комитет бедноты, 1921 г. — библиотека, 1925 г. — потребительские, 1927 г. — акционерное общества, машинное товарищество, в 1930 г. — колхоз им. Сталина, с 1964 г. — совхоз «Старосиндровский». В 1937—1959 гг. Старое Синдрово — центр Старосиндровского района. В собственной типографии издавалась еженедельная газета «Голос стахановца» (тираж 1,5 тыс. экз.). В современном селе — средняя школа, библиотека, больница, торговый центр, отделение связи; памятник-обелиск воинам, погибшим в годы Великой Отечественной войны. На территории сельской администрации — Октябрьское лесничество, плодопитомник, торфопредприятие, госсортоучасток. Возле села — стоянки эпохи неолита, Старосиндровское городище, могильник 17 в.
В Старосиндровскую сельскую администрацию входят пос. Большевик (24 чел.), Приволье (40) и д. Старые Буты (18 чел.).
Старое Синдрово — родина языковеда Ф. И. Петербургского, археолога И. М. Петербургского, учёного-зоотехника В. И. Матяева, поэта И. В. Чигодайкина, библиографа Л. Е. Куликовой, заслуженного учителя  РСФСР М. С. Поршуновой, заслуженных учителей МАССР П. Г. Богдашкиной, И. П. Криворотова, заслуженных артисток МАССР М. Ф. Грачёвой, Л. Г. Куделькиной, кандидата философских наук В. Ф. Кирдяшова, кандидата сельскохозяйственных наук Т. З. Кирдяшова, сенатора Совета Федерации России Тултаева П.Н.